# Meromacrus aemulus
Meromacrus aemulus är en tvåvingeart som först beskrevs av Samuel Wendell Williston  1888.  Meromacrus aemulus ingår i släktet Meromacrus och familjen blomflugor. Inga underarter finns listade i Catalogue of Life.